# Institut de l’environnement
 (avril 2025).
L’Institut de l’environnement est une école de design et d'architecture fondée à Paris en 1969 et fermée en 1971. Deux promotions de quatre-vingts étudiants-stagiaires ont parcouru ce cursus. Son enseignement était influencé par l'École d'Ulm. À la suite de la fermeture de l'école en 1971, l'institut fonctionne quelques années comme un centre de recherches, jusqu'à la dissolution définitive en 1977.

## Histoire
Selon l'historien d'art Tony Côme, l’Etat français (et surtout le ministre des Affaires culturelles, André Malraux) soutient la création de cette institution, afin d'importer la pédagogie pluridisciplinaire développée en Allemagne au sein de l'École d'Ulm. La mission de cet institut est de «promouvoir un renouvellement de l'enseignement de l'urbanisme, de l'architecture, de l'industrial design et de la communication». Plusieurs acteurs de la HfG Ulm y interviennent, dont Claude Schnaidt, architecte et militant communiste suisse, Manfred Eisenbeis, spécialiste en communication visuelle, et Abraham Moles, précurseur des études en sciences de l'information et de la communication.

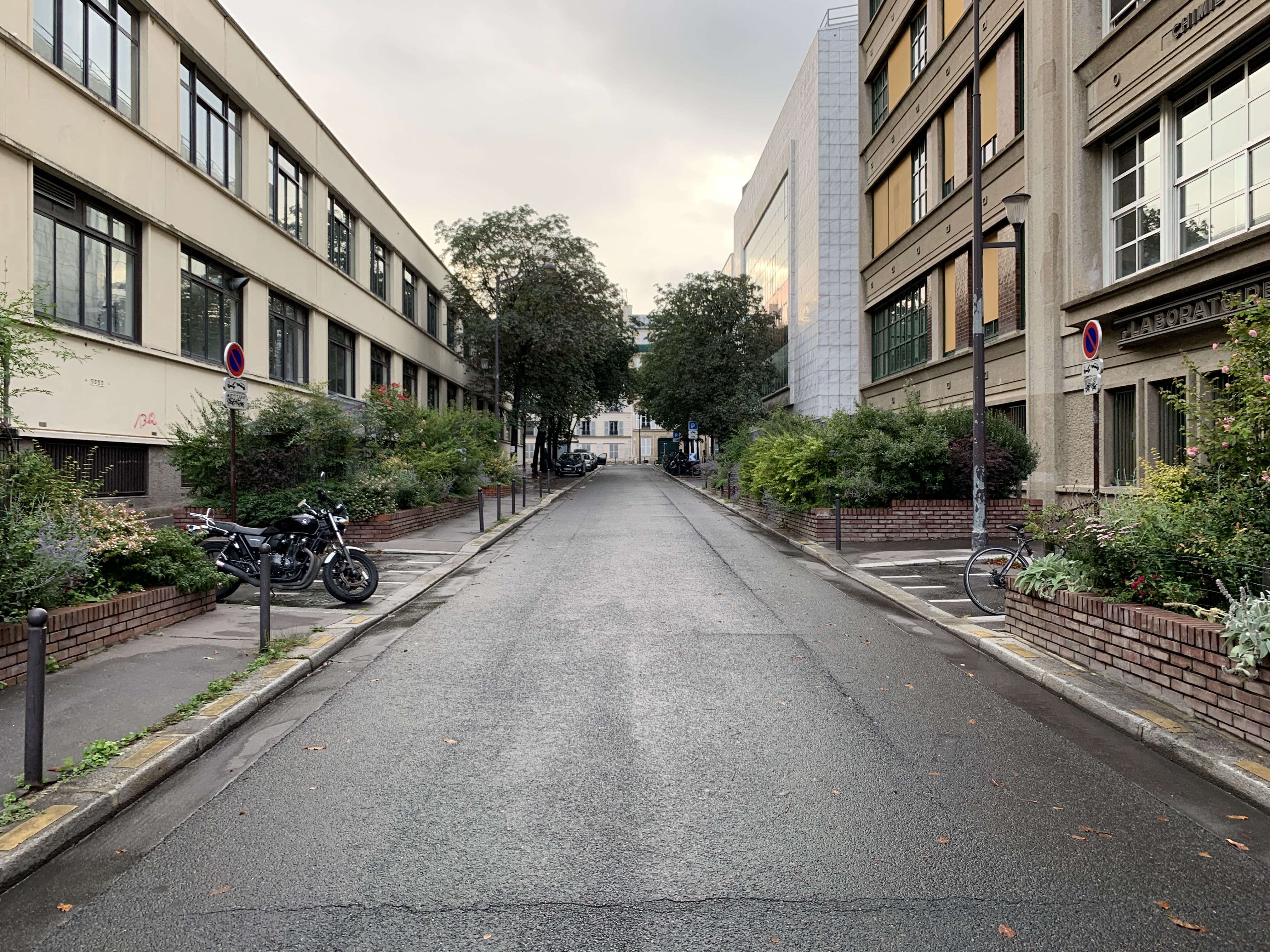
La Rue Érasme en 2021.

Sur décision du Ministre des affaires culturelles André Malraux, un bâtiment est construit, sur un terrain en bordure de la rue Érasme, sur le terrain de l'ENSAD, par l'architecte Robert Joly (alors architecte des bâtiments civils et palais nationaux) avec la participation de Jean Prouvé, qui fournit des composés industriels de façade préfabriqués. Le bâtiment «à ossature métallique» est surnommé «la boîte à savon» et décrit dans le Monde comme «un produit typique des années 50». 

« Les murs étaient très fins, c'était assez beau, ça me plaisait beaucoup. Certes, il y faisait très froid l'hiver, très chaud l'été, et le bruit de la rue nous gênait souvent – mais il a été construit très vite. »

— Akiko Takehara

### Programme pédagogique
L'enseignement est axé sur la pluridisciplinarité. Les quatre principales sections sont: Architecture, Urbanisme, Design et Communication. À la rentrée de 1969, le séminaire d'urbanisme est animé par Jacques Allégret, et le séminaire de design par Claude Braunstein. Parmi les membres de l'équipe pédagogique figurent également, en tant qu'enseignants-chercheurs, Odile Hanappe (économie), Antoine Haumont (sociologie) et Christian Gaillard (psychologie).
Les étudiants doivent aussi suivre des cours dans d'autres domaines, comme la psychologie ou la programmation informatique (notamment en Fortran, sur des machines IBM et Olivetti). Akiko Takehara se souvient « de l'excellent enseignement en logique mathématique de Robert Spizzichino, des cours de programmation en Fortran qu'on devait appliquer sur une machine Olivetti ». Selon Takehara, « l'héritage d'Ulm se faisait ressentir à tout moment, dans toutes les disciplines – pas seulement dans les séminaires de design et d'architecture ». Pierre Bernard, étudiant-chercheur de la rentrée 1969, découvre à l'Institut « la sémiologie et l'implication de la réflexion théorique dans le domaine de l'image ».
Cinq ateliers sont aménagés: le centre de calcul, l'imprimerie, un laboratoire audio-visuel, un laboratoire photographique, un atelier maquette.
L'institut accueille également des conférenciers, dont des designers célèbres comme Ettore Sottsass ou Enzo Mari.

### Fin de l'Institut
L'Institut cesse d'exister en tant que lieu d’enseignement en septembre 1971, deux ans seulement après son ouverture, et n'accepte plus de nouveaux stagiaires. Pendant quelques années, l'Institut continue de fonctionner comme centre de recherches, divisé en quatre unités indépendantes, et publie des études liées principalement à l'architecture et l'espace. En 1975, l'Institut déménage à Nanterre, avant d'être définitivement dissous en janvier 1977. Le bâtiment est récupéré par l'ENSAD, et détruit en 1994 (malgré une mobilisation pour le préserver). Un concours organisé en 1992 est remporté par l’architecte Luc Arsène-Henry et le designer Philippe Starck. Leur nouveau bâtiment, construit pour l'ENSAD sur le même emplacement et inauguré en 1998, présente du côté rue «un grand mur opaque de marbre blanc». Cette façade, à la suite des protestations des utilisateurs, est remplacée en 2004 par une surface vitrée.

## Personnes liées

### Enseignants
- Claude Schnaidt
- Manfred Eisenbeis
- Claude Braunstein (cours de design)
- Robert Spizzichino (logique mathématique et informatique)
- Christian Gaillard (psychologie)
- Antoine Haumont (sociologie)
- Jacques Allégret (séminaire d'urbanisme)

### Élèves-stagiaires
- Daniel Dezeuze
- Pierre Bernard, Gérard Paris-Clavel et François Miehe, fondateurs du collectif Grapus.
- Chilpéric de Boiscuillé
- Akiko Takehara